# Nowy Skoszyn
Nowy Skoszyn – wieś w Polsce położona w województwie świętokrzyskim, w powiecie ostrowieckim, w gminie Waśniów.
W Nowym Skoszynie znajduje się murowany kościół pod wezwaniem Matki Bożej Królowej Polski. Funkcjonuje tu Towarzystwo Pomocy im. św. Brata Alberta.
W latach 1975–1998 miejscowość administracyjnie należała do województwa kieleckiego.
Przez wieś przechodzi  czarny szlak turystyczny z Nowej Słupi na Szczytniak.

## Integralne części wsi
| SIMC    | Nazwa         | Rodzaj     |
| ------- | ------------- | ---------- |
| 0276191 | Karpaty       | osada      |
| 0276200 | Kolonia       | kolonia    |
| 0276216 | Kozi Ogon     | osada      |
| 0276222 | Kunin         | przysiółek |
| 0276179 | Lipie         | część wsi  |
| 0276185 | Stary Skoszyn | część wsi  |

## Zabytki
Park z 1920 r., wpisany do rejestru zabytków nieruchomych (nr rej.: A.622 z 17.12.1957).